# Paragehyra
Genre
Paragehyra est un genre de gecko de la famille des Gekkonidae.

## Répartition
Les 4 espèces de ce genre sont endémiques de Madagascar.

## Liste des espèces
Selon The Reptile Database (8 avril 2015) :
- Paragehyra austini Crottini, Harris, Miralles, Glaw, Jenkins, Randrianantoandro, Bauer & Vences, 2014
- Paragehyra felicitae Crottini, Harris, Miralles, Glaw, Jenkins, Randrianantoandro, Bauer & Vences, 2014
- Paragehyra gabriellae Nussbaum & Raxworthy, 1994
- Paragehyra petiti Angel, 1929

## Publication originale
- Angel, 1929 : Description d’un Gecko nouveau, de Madagascar. Bulletin de la Société Zoologique de France, vol. 54, p. 489-491.